# Karl Ludwig Stern von Gwiazdowski
Karl Ludwig Stern von Gwiazdowski, bis 1822 Karl Ludwig Stern (* 1. März 1794 in Soldau; † 26. Mai 1874 in Berlin) war ein preußischer Generalmajor und Militärschriftsteller.

## Leben

### Herkunft
Karl war der Sohn des Predigers in Soldau Friedrich Wilhelm Stern (1763–1837) und dessen Ehefrau Johanna Maria, geborene May (1773–1841).

### Militärkarriere
Nach dem Schulbesuch in Marienwerder trat Stern am 1. Juni 1810 als Kanonier in die Ostpreußische Artillerie-Brigade der Preußischen Armee ein und wurde Anfang April 1811 zum Portepeefähnrich befördert. 1812 nahm er während des Feldzuges gegen Russland an den Gefechten bei Eckau, Mesothen, Garossenkrug sowie Dahlenkirchen teil und avancierte am 20. Juni 1812 zum Sekondeleutnant.
Während der Befreiungskriege kämpfte Stern in der Schlacht bei Großgörschen und wurde bei Bautzen verwundet. Nach seiner Gesundung kämpfte er bei Leipzig, Laon und Paris. 1815 wurde er in der Schlacht bei Waterloo verwundet. Ferner nahm er am Übergang bei Wartenburg und den Gefechten bei Danigkow, Königswartha, Löwenberg, Goldberg, Freyburg, sowie Saint-Dizier teil. Für Chalons wurde ihm das Eiserne Kreuz II. Klasse verliehen.
Nach dem Krieg wurde Stern am 5. Juni 1816 als Premierleutnant in die Westfälische Artillerie-Brigade versetzt und Mitte April 1818 zum Kapitän befördert. Am 2. Oktober 1822 wurde er durch König Friedrich Wilhelm III. mit dem Beinamen „von Gwiazdowski“ in den erblichen preußischen Adelsstand erhoben. Am 20. April 1837 wurde er zum Major mit der Funktion des 5. Stabsoffiziers befördert. Er war auch Mitglied der Artillerie-Prüfungskommission. Am 30. März 1839 wurde er in die 1. Artillerie-Brigade versetzt. Daraufhin wurde er in die Vereinigte Artillerie- und Ingenieurschule abkommandiert. Am 5. Juni 1841 wurde er dann Abteilungskommandeur und als solcher am 27. Februar 1844 in die Garde-Artillerie-Brigade versetzt. Zugleich fungierte er auch als Mitglied der Prüfungskommission für Premierleutnants. Ein Jahr nach seiner Beförderung zum Oberstleutnant beauftragte man Stern am 28. März 1848 zunächst mit der Führung der 5. Artillerie-Brigade. Am 7. Mai 1848 folgte seine Ernennung zum Brigadier und Mitte November 1849 die Beförderung zum Oberst. Unter Verleihung des Charakters als Generalmajor nahm Stern am 18. Mai 1854 seinen Abschied mit Pension, bevor er am 7. Juni 1856 mit Pension zur Disposition gestellt wurde. 
Stern war als Militärschriftsteller tätig. Er beschrieb in zahlreichen Vorträgen seine Erlebnisse im Korps Yorck in den Jahren 1812/13. Am 8. Oktober 1863 bekam er für seine Leistungen die mecklenburg-schwerinsche Silberne Medaille für Kunst und Wissenschaft. 
Er starb am 26. Mai 1874 im Alter von 80 Jahren in Berlin und wurde am 29. Mai 1874 auf dem Neuen Garnisonfriedhof an der Hasenheide beigesetzt.

### Familie
Stern heiratete am 18. Dezember 1819 in Posel Emilie von Michaelis (1803–1824). Aus der Ehe ging die Tochter Wilhelmine Marzella (1821–1894) hervor, die 1848 den Justizrat Ernst von Gizycki († 1862) heiratete.
Nach dem frühen Tod seiner Frau heiratete er am 2. Oktober 1827 in Graudenz Berta Wilhelmine von Michaelis (1811–1893), eine Schwester des preußischen Generalleutnants Hermann von Michaelis (1813–1888). Das Paar hatte mehrere Kinder:
- Bianka Hulda Lewina (* 1833) ⚭ 1860 Dr. theol. Wendelin Honoratus Leopold Diko (1828–1884), Prediger in der Berliner Georgenkirche[2]
- Hans Petrus Xaver (1843–1849)
- Klara Franziska (1844–1848)
- Paul Hans Prosper Elogius (* 1850) ⚭ 1880 Klara Anna Berta Leder (* 1861)

## Schriften
- Das Gefecht von Goldberg-Niederau am 23. August 1813.[3]